# لیام فینی
لیام فینی (انگلیسی: Liam Feeney؛ زادهٔ ۲۱ ژانویهٔ ۱۹۸۷) بازیکن فوتبال اهل بریتانیا است.
از باشگاه‌هایی که در آن بازی کرده‌است می‌توان به باشگاه فوتبال بلکبرن روورز، باشگاه فوتبال سالزبری سیتی، باشگاه فوتبال بولتون واندررز، باشگاه فوتبال ساوتند یونایتد، باشگاه فوتبال ای‌اف‌سی بورنموث، باشگاه فوتبال ایپسویچ تاون، و باشگاه فوتبال میلوال اشاره کرد.